# كايل غاردينر
كايل غاردينر (8 ديسمبر 1996 في أستراليا - ) (بالإنجليزية: Kyle Gardiner)‏ هو لاعب كريكت أسترالي.

## وصلات خارجية
- كايل غاردينر على موقع إي آس بي آن كريك إنفو (الإنجليزية)